# Manfred Stern
Manfred Zalmanovitch Stern (connu aussi sous les pseudonymes de Lazar Stern, Moishe Stern, Mark Zilbert et Emilio Kleber) (1896–1954) est un membre du GRU. Il agit en tant qu'agitateur politique en Allemagne, espion aux États-Unis, conseiller militaire en Chine et commandant des Brigades internationales pendant la guerre d'Espagne. 
Parce qu'il était un meneur d'hommes aux capacités organisatrices et stratégiques indiscutables, il est enfermé au goulag en 1939, et y meurt en 1954.
Deux de ses douze frères ont été des personnalités communistes : Leo Stern (1897-1961), militaire, directeur de l'Institut d'Histoire militaire de Potsdam ; et Wolf Stern (1901-1983), historien et recteur de l'université Martin-Luther de Halle-Wittenberg de 1953 à 1959.
Il ne doit pas être confondu avec un mathématicien contemporain homonyme, spécialisé dans les domaines des treillis (ensemble ordonné).

## Jeunesse
Stern naît dans une famille juive à Woloka près de Czernowitz, en Bukovine, qui était alors une province de l'Empire austro-hongrois.
Il fait des études de médecine à l'université de Vienne.

## Première Guerre mondiale, Extrême-Orient, Allemagne, Russie
Durant la Première Guerre mondiale, il est incorporé dans le service de santé de l’armée austro-hongroise, Stern est fait prisonnier par les Russes et interné dans un camp de prisonniers de guerre en Sibérie.
Libéré lors de la révolution d'Octobre, il rejoint le parti bolchevique et l'Armée rouge. Il commande une unité de partisans et combat contre l'armée blanche de Koltchak puis, en Mongolie, contre le seigneur de la guerre Roman von Ungern-Sternberg et son allié, le chef religieux Bogdo Khan. En 1920, il est blessé près de Tchita. En 1921, Stern est élu à l’assemblée constituante de l'éphémère République d'Extrême-Orient.
Devenu un spécialiste de la guérilla, il revient en Allemagne en 1923, sous le pseudonyme de Lazare Stern, et intègre le Militär-Politischen Apparat (« Section militaire et politique ») du Parti communiste allemand (KPD). Il instruit et consolide le KPD, travaille avec Albert Schreiner, le chef du KPD pour le nord-ouest de l'Allemagne.
Quand Trotsky pense que le moment est venu de déclencher des troubles en Allemagne afin de « tester à la pointe de l'épée » la République de Weimar, c'est Manfred Stern qui conseille de choisir Hambourg[réf. souhaitée]. Heinrich Brandler, le chef du KPD, juge l'insurrection prématurée, alors que Ernst Thälmann la préconise ; Hugo Urbahns and Hans Kippenberger, chefs de la cellule de Hambourg, lancent alors le mouvement et les émeutes débutent le 23 octobre 1923 dans la ville. L'insurrection de Hambourg est violemment réprimée et entraîne une réaction de peur anti-bolchevique en Allemagne.
Stern retourne à Moscou (la Guerre civile russe (1917-1923) est terminée) et suit les cours de l'Académie militaire Frounzé. Sous le pseudonyme de Fred, il écrit de nombreux articles dans la Pravda et les Izvestia. Diplômé en 1924, il rejoint Walter Krivitsky au 4e Bureau de l'Armée Rouge (le GRU). Il est membre du Komintern et chargé de cours dans ses écoles militaires.

## Espion aux États-Unis
En 1929, sous le pseudonyme de Mark Zilbert, Stern est le chef d’un réseau d’espionnage basé à New York. Il se spécialise dans le vol de plans et projets militaires, comme celui d’un nouveau tank américain.
Le réseau a pour QG l’appartement de Paula Levine (qui sera plus tard espionne soviétique à Paris), West 57th Street ; les documents volés sont microfilmés dans le studio-photo de Leon Minster (le beau-frère de Viatcheslav Molotov), situé Gay Street, à Greenwich Village. Les micro-films sont ensuite transportés vers l’Europe par des marins allemands sympathisants.
Les rouages de l’organisation finissent cependant par se gripper : une source a averti les services secrets américains et le réseau Stern ne transmettra par la suite que de faux renseignements.
Stern part en Chine, et l'espion Alexander Ulanovsky et sa femme arrivent aux États-Unis pour reprendre l'organisation en main.

## En Chine
En 1932, Stern quitte New York pour Shanghai : il est le conseiller militaire du Komintern auprès de la jeune République soviétique chinoise de Mao Zedong.
Les activités de Stern pendant cette période chaotique restent mystérieuses. Dans un de ses rapports au Komintern de Moscou, il affirme vouloir créer une alliance entre l’Armée rouge chinoise et une armée nationaliste rebelle qui avait pris le contrôle de la province de Fujian.
Dans les faits, cette alliance n’eut pas lieu, et l’Armée nationale révolutionnaire, commandée par Chiang Kai-shek encercla l’armée rouge chinoise, forçant Mao Zedong à abandonner Jiangxi et à commencer la Longue Marche.
Stern revient à Moscou en 1935 et travaille quelque temps pour Otto Kuusinen au secrétariat du Comité exécutif du Komintern.

## Pendant la guerre d'Espagne
Stern arrive en Espagne en septembre 1936. Il se fait passer pour un officier de l’intendance, un Canadien né en Autriche, et se fait appeler Emilio Kleber (Kleber d’après le général de la révolution française Jean-Baptiste Kléber). En fait il commande les Brigades internationales.
Au début du siège de Madrid (novembre 1936), Kleber défend la capitale de la Seconde République espagnole et résiste à la poussée des troupes de Franco, alors que le gouvernement de Francisco Largo Caballero, pensant Madrid perdue, part pour Valence. Sur le front de la Casa de Campo, dans les bâtiments neufs de la Cité Universitaire et sur le Manzanares, les brigadistes allemands, français et polonais de la XIe BI (avec les Allemands, Français et Italiens de la XIIe BI, général Lukács) arrêtent les nationalistes de Franco (Légion étrangère espagnole et regulares marocains). Les brigadistes perdent près de la moitié de leurs effectifs mais Franco est arrêté et le front de Madrid ne bouge plus pendant 3 ans.
Ces événements sont mis en avant par les services soviétiques pour fabriquer une large popularité à Kleber. La presse étrangère, omniprésente en Espagne pendant le conflit, présente alors Kleber comme « le sauveur de Madrid », celui qui a infligé une sévère défaite au fascisme. Ainsi Herbert Matthews, le correspondant de The New York Times écrit, dans un article sur le « général Kléber » : « il dégage une impression de force, de grand dynamisme. On peut s’attendre à le voir jouer un grand rôle dans la période troublée qui nous attend. Quand on pense à lui, on ne peut s’empêcher de souligner cette coïncidence : Hitler n’est pas le seul homme né en Autriche à jouer un rôle important dans la guerre civile espagnole ».
Cette popularité auprès des médias occidentaux signe la perte de Stern. Elle irrite la vanité d'André Marty. Kléber est affecté à l’arrière, et on ne lui confia à nouveau un commandement (celui de la 45.ª División del Ejército Popular de la República, une division récemment créée) que pour quelques batailles, qui seront des défaites. Ainsi, au cours de l'été 1937, l'offensive de Huesca après la mort, le 11 juin 1937, du général Lukács, la bataille de Brunete (où la 45e Division de Kleber est gardée en réserve), l'offensive de Saragosse et la bataille de Belchite. Ces commandements sporadiques s'avérèrent naturellement inefficaces, et la popularité de Kléber chuta, d'autant plus qu'à Belchite il avait déclaré que « la 119e Brigade Mixte ne servait à rien ». Par ailleurs, alors que les officiers de l'Armée Rouge et les commissaires politiques accusaient Stern de vouloir passer pour une gloire militaire auprès des occidentaux, Stern déclarait qu'eux envoyaient les soldats à l'assaut de positions imprenables, et causaient un grand nombre de pertes inutiles.
Ayant été arrêté à quelques kilomètres de Saragosse par la résistance acharnée des nationalistes, Kléber est relevé de son commandement à la tête de la 45.ª División del Ejército Popular de la República : il est remplacé, début octobre 37, par l’Allemand Hans Kahle, puis est réduit aux fonctions d'agent de liaison du Komintern auprès du gouvernement républicain espagnol. Marty finalement obtient son renvoi en URSS.

## Fin
En octobre 1938, Kléber est rappelé à Moscou. Alexandre Orlov, le chef du NKVD en Espagne, savait que « rappel à Moscou » signifiait « la mort » : Staline et les bourreaux de Iejov puis de Beria s’employaient alors à la Grande Purge. Orlov proposa d’employer Stern comme membre du NKVD.
En attendant les ordres de Moscou, Stern séjourna avec sa maîtresse dans une fermette entourée d’orangers. Un ordre de Vorochilov arriva : la mutation de Stern au NKVD était refusée, il devait revenir à Moscou.
Arrêté, torturé, Stern avoue avoir été un agent anti-révolutionnaire, avoir saboté l'action de Ernst Thälmann en Allemagne et le mouvement républicain en Espagne, et être trotskyste. En mai 1939 un tribunal militaire le condamne à 15 ans de travaux forcés. Il entre au Goulag de la région de la Kolyma.
En 1945, Stern et huit de ses codétenus sont condamnés à 10 ans de travaux forcés supplémentaires pour avoir dit que les dirigeants du parti s'éloignaient de la ligne marxiste-léniniste. Stern est alors transféré dans le grand nord sibérien.
Stern meurt d'émaciation dans un camp (Ozerlag, camp spécial no 7) à Sosnovka le 18 février 1954.

## Timide réhabilitation
Peter Weiss a écrit : « Nous ne demandons pas pourquoi la mémoire du général Kléber, autrichien ou allemand, héros de nombreuses batailles, n'est pas rappelée, et a disparu comme s'il n'avait jamais existé… ».
En 1968, paraissent les mémoires du maréchal Kirill Meretskov : il rend hommage à l'action du général Kleber à la tête de la XIe Brigade Internationale pendant le siège de Madrid.
L'Académie des Sciences de l'URSS s'est associée à l'Union des anciens combattants soviétiques pour publier en 1975 un mémoire sur l'action des combattants soviétiques pendant la guerre d'Espagne, et le rôle essentiel du général Kleber à Madrid pendant l'automne 1936 est bien souligné.
Leo Stern, recteur de l'université Martin-Luther de Halle-Wittenberg de 1953 à 1959, a fait beaucoup pour la réhabilitation de son frère, mais ses tentatives sont restées discrètes. Le 26 juillet 1963, il écrit à Dolores Ibárruri, pour la remercier d'avoir mentionné le général Kleber dans son livre de souvenirs. En 1966, Leo Stern a écrit à M. I. Brofman pour le remercier d'avoir cité le rôle de son frère Manfred dans son livre sur l’Histoire du mouvement ouvrier allemand.
En RDA, une école de Halle a reçu le 10 novembre 1976 le nom de Manfred Stern, et Leo Stern protesta par écrit auprès du directeur de l'école : il n'y avait eu aucune cérémonie officielle.

## Kleber vu par Ernest Hemingway
Dans Pour qui sonne le glas, Hemingway avance que c'est le généralissime républicain José Miaja, qui, jaloux de la notoriété de Kleber, l'a fait limoger :

« Kleber, Lucasz (General Lukács) et Hans (Hans Kahle) avaient chacun bien fait leur part du boulot lors de la défense de Madrid et alors ce vieux chauve […] salué comme défenseur de Madrid par la propagande, ce Miaja, avait été si jaloux de la publicité faite autour de Kleber qu'il avait forcé la main aux Russes : ils avaient ôté son commandement à Kleber et l'avaient envoyé à Valencia. Kleber était un bon soldat, mais limité, et il parlait vraiment beaucoup trop pour quelqu'un qui fait ce genre de travail. »

## Sources
- (de) Gerhard Oberkofler, Die Wahl von Leo Stern in die Deutsche Akademie der Wissenschaften (1955) (http://www.klahrgesellschaft.at/Mitteilungen/Oberkofler_1_99.html)

- (ca) Cet article est partiellement ou en totalité issu de l’article de Wikipédia en catalan intitulé « Emilio Kléber » (voir la liste des auteurs).

- (en) Cet article est partiellement ou en totalité issu de l’article de Wikipédia en anglais intitulé « Manfred Stern » (voir la liste des auteurs).

- (es) Cet article est partiellement ou en totalité issu de l’article de Wikipédia en espagnol intitulé « Emilio Kléber » (voir la liste des auteurs).

- (de) Cet article est partiellement ou en totalité issu de l’article de Wikipédia en allemand intitulé « Manfred Stern » (voir la liste des auteurs).

- (ru) Cet article est partiellement ou en totalité issu de l’article de Wikipédia en russe intitulé « Штерн, Манфред » (voir la liste des auteurs).